# Historický archiv Smederevo
Historický archiv Smederevo (srbsky Историјски архив Смедерево) je kulturní instituce všeobecného významu, která se věnuje ochraně, uspořádání a archivování na území sídla Podunajského okruhu v Srbsku. Působnost má vyčleněnu jen pro toto město, a to jako jediný archiv v Srbsku. Sídlí na adrese Kralja Petra I. 2

## Historie
Smederevský historický archiv patří k těm mladším na území Srbska, byl založen až 6. srpna 1992, a to z rozhodnutí městského zastupitelstva. Město také rozhodlo o tom, že bude archiv využívat současné prostory v centru města. Důvodem pro zřízení samostatného archivu byla potřeba sjednotit archiválie o Smederevu a okolním regionu, které se nacházely v různých archivech po celém tehdejším Srbsku. Archiv byl slavnostně otevřen dne 2. června 1994, měl k dispozici 100 fondů a materiál o celkové délce 700 metrů. 